# Flughafen Erzincan-Yıldırım Akbulut

i8
i11
i13

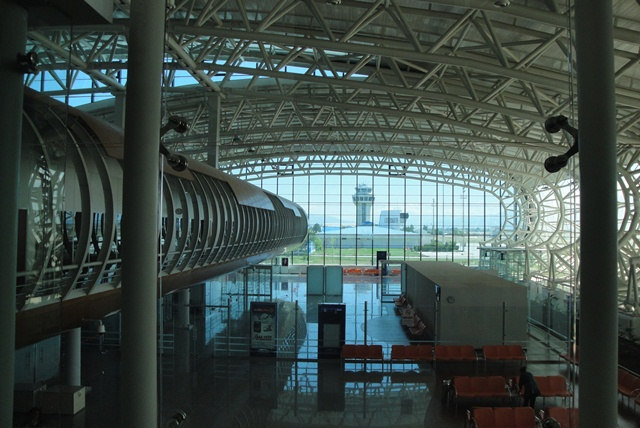
Innenansicht

Der Flughafen Erzincan-Yıldırım Akbulut (türkisch Erzincan Yıldırım Akbulut Havalimanı, IATA-Code: ERC, ICAO-Code: LTCD) ist ein türkischer Flughafen nahe der Stadt Erzincan. Er wird durch die staatliche DHMI betrieben. Er liegt etwa sieben Kilometer südlich von Erzincan an der Europastraße 80 (E80). 
Der Flughafen ist seit dem 21. April 2021 nach dem ehemaligen Ministerpräsidenten Yıldırım Akbukut benannt. Akbukut stammte aus Erzincan und war am 14. April 2021 gestorben.

## Geschichte
Der Flughafen wurde 1988 dem Betrieb übergeben und zuerst nur militärisch genutzt. Der Flughafen hatte zwei Runways und zahlreichen Hangars für die Kampfflugzeuge. Mit der Zeit wurden eine eigene Feuerwehr eingerichtet und eine Abteilung der Gendarmerie eröffnet.
2006 wurden das Vorfeld und die eine Start- und Landebahn erweitert, das Terminal renoviert und ein Kontrollturm gebaut und die Anlagen rund um den Flughafen erneuert. Nachdem der Flughafen nun alle internationalen Standards erfüllte, um Passagierflüge anbieten zu können, begann Turkish Airlines mit den ersten Flügen.
2011 wurde das neue Terminal eröffnet. Das alte Terminal ist nun für Geschäftsreisende sowie Staatspersonal vorgesehen.

## Flughafengelände
Der Flughafen verfügt über ein Terminal mit einer Kapazität von 3.250.000 Passagieren im Jahr, einen Kontrollturm mit einer Höhe von 28 Metern und eine aktive befestigte Start- und Landebahn, die jedoch (Stand 2011) kein Instrumentenfluglandesystem (ILS) besitzt. Die zweite Start- und Landebahn am Flughafen wurde stillgelegt. Das Vorfeld hat eine Größe von 120 × 45 Meter und kann ein einzelnes größeres Verkehrsflugzeug aufnehmen. Der Flughafen war einer der ersten behindertengerechten Flughäfen in der Türkei. Zudem ist er seit 2015 ein „Green Airport“, ein energieeffizienter und umweltschonender Flughafen.
Der Flughafen ist nur mit dem Auto oder Taxi erreichbar. Es ist ein neues Tramnetz für Erzincan geplant, wovon eine Linie auch den Flughafen bedienen soll. Zusätzlich gibt es ein Projekt, eine Luftseilbahn vom Flughafen zum Skigebiet Ergan zu bauen. 